# Zábol megye

Zábol megye elhelyezkedése Szisztán és Beludzsisztán tartományban

Zábol megye (perzsa nyelven: شهرستان زابل) Irán Szisztán és Beludzsisztán tartományának északkeleti elhelyezkedésű megyéje az ország keleti részén. Keleten, északkeleten Hirmand megye határolja, nyugatról Nimruz megye, délknyugatról Hámun megye, délről Zehak megye határolja. A megye egy kerületből áll, ez a Központi kerület. A megye lakossága 2006-ban 244 103 fő volt. 2006-ig Hirmand megye is hozzá tartozott, ekkor még 317 357 fő számlált a lakossága. A megyében két város található: a 130 642 fős megyeszékhely, Zábol, illetve Bondzsár.

## Népesség
| 2016 | 165 666 |

## Fordítás
- Ez a szócikk részben vagy egészben  a   Zabol County című angol Wikipédia-szócikk ezen változatának fordításán alapul.  Az eredeti cikk szerkesztőit annak laptörténete sorolja fel. Ez a jelzés csupán a megfogalmazás eredetét és a szerzői jogokat jelzi, nem szolgál a cikkben szereplő információk forrásmegjelöléseként.